# Hegemone (satelit)
Hegemone /he.ge'mo.ne/, cunoscut și sub numele de Jupiter XXXIX, este un satelit natural al lui Jupiter . A fost descoperit de o echipă de astronomi de la Universitatea din Hawaii condusă de Scott S. Sheppard⁠(d) în 2003 și a primit denumirea temporară S/2003 J 8 .  
Hegemone are aproximativ 3 kilometri în diametru și orbitează în jurul lui Jupiter la o distanță medie de 23.703.000 km în 745.500 de zile, la o înclinație de 153° față de ecliptică (151° față de ecuatorul lui Jupiter), într-o direcție retrogradă și cu o excentricitate de 0,4077.
A fost numit în martie 2005 după Hegemone, una dintre Grații și o fiică a lui Zeus (Jupiter). 
Hegemone aparține grupului Pasiphae, sateliți retrograzi neregulați care orbitează în jurul lui Jupiter la distanțe cuprinse între 22,8 și 24,1 Gm, și cu înclinații cuprinse între 144,5° și 158,3°.